# Cosmopterix hamifera
Cosmopterix hamifera là một loài bướm đêm thuộc họ Cosmopterigidae. Loài này có ở Hồng Kông, Sri Lanka, Nam Phi và Ấn Độ.